# Matelea santosii
Matelea santosii là một loài thực vật có hoa trong họ La bố ma. Loài này được Fontella & Morillo mô tả khoa học đầu tiên năm 1994.